# 豬腸粉

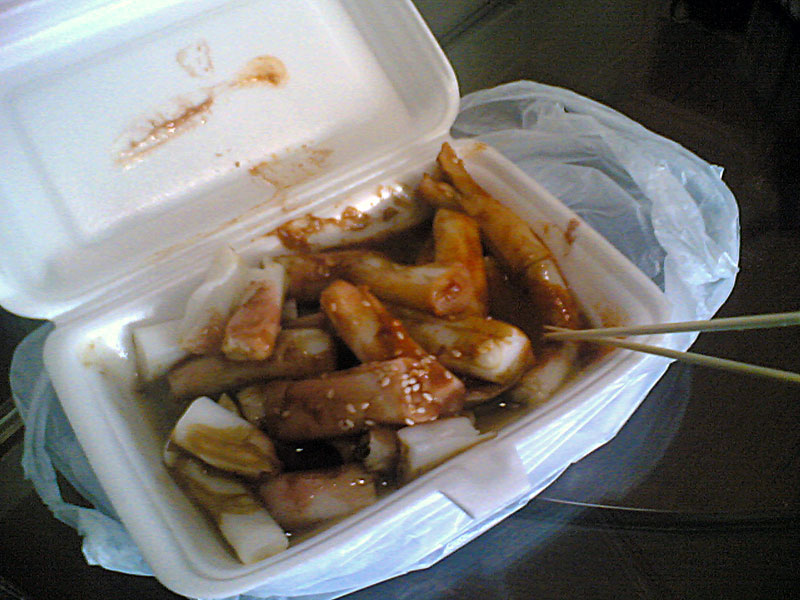
豬腸粉

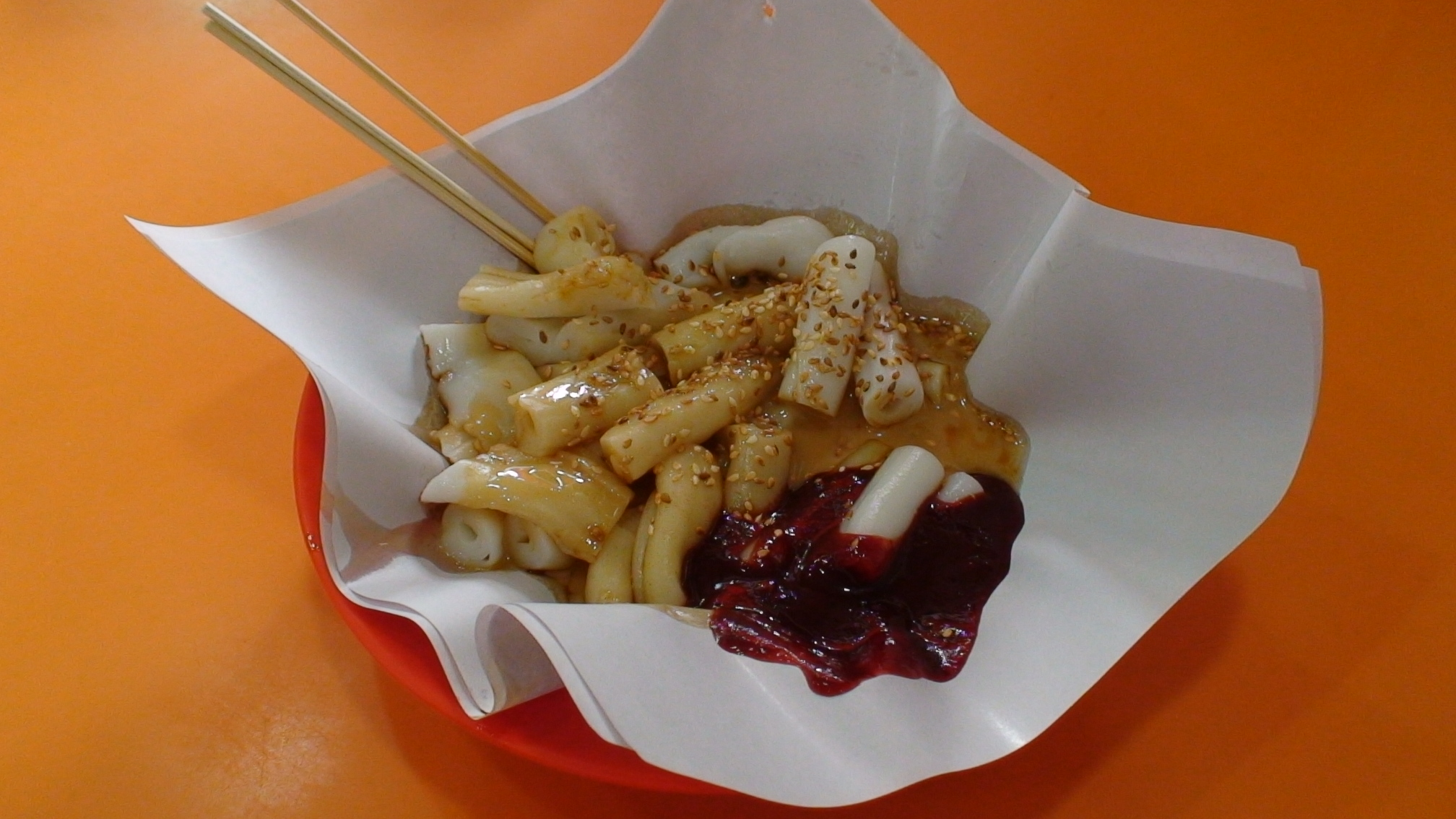
街頭小吃——豬腸粉，醬汁分別是芝麻、廣東甜醬油、花生醬、芝麻醬、甜酱和辣醬

豬腸粉又稱齋腸，是一種使用米漿製作的廣東食品，在香港及馬來西亞是常見的街頭小吃。香港的豬腸粉除了使用醬油調味外，還可按喜好加入甜面酱、花生醬、辣椒醬或芝麻醬而且當地的酒樓常以XO醬與豬腸粉同炒，製作XO醬炒豬腸粉。

## 製作

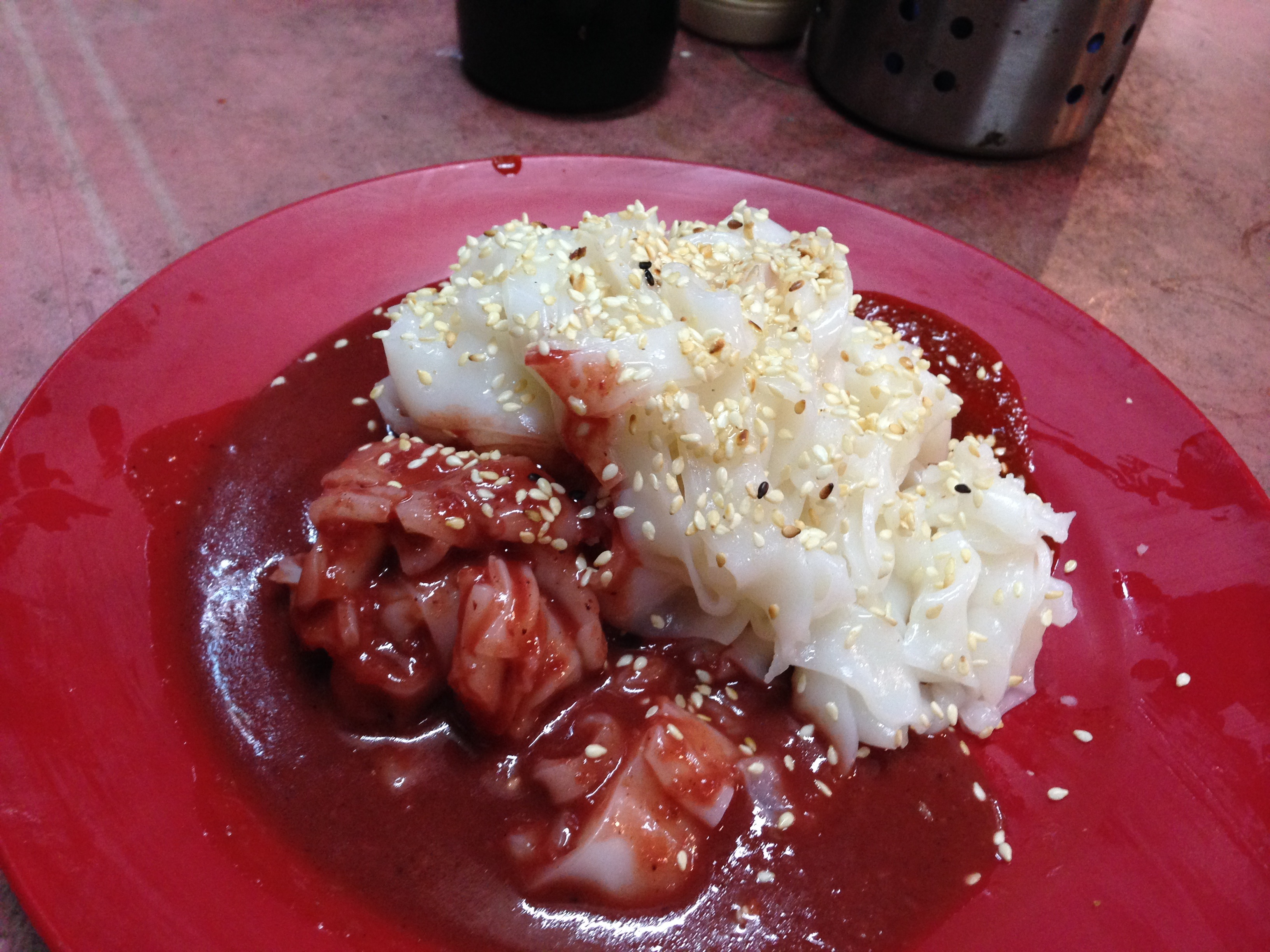
吉隆坡茨廠街販售的豬腸粉

豬腸粉初期形狀大小與豬大腸相近，故名為「豬腸粉」，是由沙河粉改良而成，在米漿中加入適量的薯粉、玉米粉、馬蹄粉或澄粉，同時在整鍋上塗上一層油並隔著一塊布蒸熟，使得口感比沙河粉更嫩滑細緻。蒸熟後捲起，切成手指般大小而成，並配以香油、甜醬、辣椒醬、芝麻、生抽、咖哩醬等食用。

## 在馬來西亞的發展
馬來西亞的豬腸粉是隨著早期中國南來的移民而帶來，當地的吃法除了在豬腸粉上淋上各種醬料後直接使用，還習慣搭配魚丸、豬肉丸、腐竹、豬皮或各種釀豆腐的材料來使用，醬料多使用辣椒醬、甜醬、蝦膏或咖哩醬，多在早餐或下午茶時間享用。隨著豬腸粉已落地超過百年，目前已經在地化，在當地除了捲成豬腸裝外，也有成扁平狀。在馬來西亞霹靂州安順（Teluk Intan）的豬腸粉則以加入炒香調味的沙葛、蝦米及油蔥酥，使用時搭配醃辣椒。马来西亚华社在食用猪肠粉的文化已经有一段时间了，小孩大人都非常喜欢。